# Dieue-sur-Meuse
Dieue-sur-Meuse település Franciaországban, Meuse megyében. Lakosainak száma 1452 fő (2022. január 1.). Dieue-sur-Meuse Haudainville, Ancemont, Dugny-sur-Meuse, Génicourt-sur-Meuse, Les Monthairons és Sommedieue községekkel határos.

## Népesség
A település népességének változása:
| Lakosok száma | 1393 | 1406 | 1481 | 1446 | 1441 | 1441 | 1441 | 1449 | 1452 |
|               | 2013 | 2015 | 2016 | 2017 | 2018 | 2019 | 2020 | 2021 | 2022 |